# Erik Adlerz
Erik Wilhelm "Loppan" Adlerz (Estocolm, 23 de juliol de 1892 – Göteborg, 8 de setembre de 1975) va ser un saltador suec que va disputar quatre edicions dels Jocs Olímpics a començaments del segle xx. Era germà de la també saltadora Märta Adlerz.
Amb tan sols 15 anys ja va prendre part en els Jocs de Londres de 1908, on quedà eliminat en sèries de la prova del salt de palanca de 10 metres. Quatre anys més tard, als Jocs d'Estocolm, guanyà dues medalles d'or del programa de salts, en palanca de 10 metres i palanca alta, sent la primera vegada que un saltador guanyava dues medalles d'or en uns mateixos Jocs.
El 1920, un cop finalitzada la Primera Guerra Mundial disputà els Jocs d'Anvers, en què guanyà la medalla de plata en el salt de palanca de 10 metres, mentre en palanca alta fou quart. El 1924, a París, disputà els seus quarts i darrers Jocs Olímpics, amb una quarta posició en palanca de 10 metres com a millor resultat.
El 1986 fou incorporat a l'International Swimming Hall of Fame.